# تپه سراب رباط
تپه سراب رباط مربوط به دوران پیش از تاریخ ایران باستان تا اسلامی است و در شهرستان خرم‌آباد، بخش مرکزی، روستای رباط واقع شده و این اثر در تاریخ ۱۰ مهر ۱۳۸۰ با شمارهٔ ثبت ۴۰۵۹ به‌عنوان یکی از آثار ملی ایران به ثبت رسیده است.